# Герра, Диони
Диони Хосе Герра Форд (исп. Dioni (Diony) José Guerra Ford; 27 сентября 1971, Пуэрто-ла-Крус) — венесуэльский футболист, нападающий. Выступал за сборную Венесуэлы.

## Биография

### Клубная карьера
Начал профессиональную карьеру в 1991 году в составе клуба «Депортиво Ансоатеги». Затем выступал за ряд клубов на родине, в том числе в составе клуба «Минервен» становился серебряным призёром чемпионата Венесуэлы.
В 1996 году перешёл в чилийский «Депортес Консепсьон». За два сезона в чемпионате Чили сыграл 34 матча и забил 10 голов.
После возвращения в Венесуэлу сменил несколько клубов. Неоднократно становился чемпионом страны, в том числе трижды подряд — в сезонах 2002/03 и 2003/04 в составе «Каракаса» и в сезоне 2004/05 в составе «УА Маракайбо». Завершил спортивную карьеру в 2007 году.
Всего за карьеру в чемпионатах Венесуэлы забил 72 гола. В Кубке Либертадорес сыграл 13 матчей, но голами не отличился.

### Карьера в сборной
Участник молодёжного чемпионата Южной Америки 1994 года среди сборных до 23 лет, на этом турнире забил два гола в игре группового этапа в ворота команды Коста-Рики.
Выступал за сборную Венесуэлы с 1993 по 1997 годы, сыграл 10 матчей и забил один гол. Автором гола стал 6 июня 1996 года в отборочном матче чемпионата мира против Чили. Принимал участие в Кубке Америки 1995 года, сыграл один матч — в игре с Парагваем 12 июля 1995 года вышел на замену на 80-й минуте вместо Серхио Эрнандеса.

## Достижения
- Чемпион Венесуэлы (4): 1998/99, 2002/03, 2003/04, 2004/05